# Podkraj (Žalec, Slovenija)
Podkraj je naselje u slovenskoj Općini Žalecu. Podkraj se nalazi u pokrajini Štajerskoj i statističkoj regiji Savinjskoj. 

## Stanovništvo
Prema popisu stanovništva iz 2002. godine naselje je imalo 210 stanovnika.